# Люди, які побудували Америку: Прикордонники
«Люди, які побудували Америку: прикордонники» — це шестигодинний чотирисерійний документальний міні-серіал, прем'єра якого відбулася 7 березня 2018 року на телеканалі History . Це доповнення до документальної драми 2012 року «Люди, які побудували Америку» . Серіал розповідає про життя Деніела Буна, Льюїса та Кларка, Деві Крокетта, Ендрю Джексона та інших, які прокладали нові шляхи через пустелю Америки. Голос за кадром — Кемпбелл Скотт, режисер Джон Ілер і виконавчий продюсер Леонардо ді Капріо.

## Акторський склад

### Основний
- Джонатан К. Стюарт — Деніел Бун
- Гарет Рівз у ролі Деві Крокетта
- Дерек Чарітіон — Меріветер Льюїс
- Джозеф Карлсон — Вільям Кларк
- Роберт І. Меса — Текумсе
- Натан Стівенс у ролі Кіта Карсона
- Адам Джонас Сегаллер — Джон С. Фремонт
- Девід Стівенс в ролі Ендрю Джексона

### Епізодичний
- Мадлен Адамс у ролі Джеміми Бун
- Мо приносить багато як чорна риба
- Філ Пелетон — суддя Джон Хендерсон
- Сімба Матше в ролі Помпея
- Ендрю Роберт — Вільям Генрі Гаррісон
- Вільям Стронгхарт — Тенскватава " Пророк "
- Мелісса Крамер — Сакагавея
- Адам Гардінер в ролі Томаса Джефферсона
- Джон Бах у ролі Джеймса Медісона
- Коен Холлоуей в ролі генерала Джона Кофе
- Джон Райт — Вільям Фіцджеральд
- Беррі Мавер — генерал Генрі Проктор
- Метт Клівер в ролі Сема Х'юстона
- Пол Єйтс — Джон Олександр Форбс
- Арло МакДірамід — Джеймс К. Полк
- Джед Брофі в ролі Стівена Керні